# دنیای کول: داستان سکوی تماشاچی
دنیای کول: داستان سکوی تماشاچی (به زبان انگلیسی؛ Cole World: The Sideline Story) (تلفظ: کول ورلد: ده سایدلاین استوری) یا به اختصار کول ورلد.
اولین آلبوم استودیویی از رپر آمریکایی جی. کول که در سال ۲۰۱۱ تحت لیبل راک نیشن و کلمبیا رکوردز منتشر شد.